# Cubaris sarasini
Cubaris sarasini är en kräftdjursart som först beskrevs av Karl Wilhelm Verhoeff 1926.  Cubaris sarasini ingår i släktet Cubaris och familjen Armadillidae. Inga underarter finns listade i Catalogue of Life.